# Swell Ariel Or
Swell Ariel Or (hebräisch סְוֶול אריאל אור; * 13. Oktober 1999 in Tel Aviv-Jaffa, Israel) ist eine israelische Schauspielerin.

## Leben und Karriere
Or wurde am 13. Oktober 1999 in Tel Aviv-Jaffa geboren. Sie diente im Nachrichtendienst der Israelische Verteidigungsstreitkräfte. Nach ihrer Militärzeit begann sie ihre Schauspielkarriere. Ihr Debüt gab sie 2020 in einer Folge in Kacha Ze. Von 2021 bis 2023 belegte sie in der Serie The Beauty Queen of Jerusalem eine der Hauptrollen. 2023 zog sie nach Los Angeles. Im selben Jahr bekam sie in dem Film 
Kissufim die Hauptrolle.
Zusammen mit Leslie Schapira gründete sie den Israel Reservists Fund, der es sich zum Ziel gesetzt hat, Reservisten die Kosten für ihre Rückflüge nach Israel zu erstatten.

## Filmografie
Filme
- 2023: Arava
- 2023: Kissufim
- 2024: Layers
- 2024: Youthful Grace

Serien
- 2020: Kacha Ze
- 2021–2023: The Beauty Queen of Jerusalem
- 2023: How to Be a Carioca
- 2024: Bros
- 2024: One Day in October